# Giro d'Itàlia de 2006
La 89a edició del Giro d'Itàlia es disputà del 6 al 28 de maig del 2006, amb un recorregut de 21 etapes i 3.553 km, que el vencedor cobrí a una velocitat mitjana de 38,262 km/h. La cursa començà a la localitat belga de Seraing i acabà a Milà.
La cursa començà a la regió belga de Valònia en homenatge a la migració que es produí al final de la Segona Guerra Mundial, en la qual més de 300.000 ciutadans italians anaren a la recerca de treball a les mines de carbó de la zona. Igualment, aquest Giro serví per commemorar la mort de 136 italians al desastre miner de Bois du Cazier el 1956.
L'italià Ivan Basso, guanyador de tres etapes i mallot rosa des de la 8a fins a l'última etapa, fou el complet dominador de la cursa i resultà vencedor de la classificació general amb més de nou minuts d'avantatge sobre el segon classificat, l'espanyol José Enrique Gutiérrez. Gilberto Simoni, vencedor de les edicions de 2001 i 2003, els acompanyà al podi.
El ciclista mallorquí Joan Horrach guanyà la 12a etapa. Paolo Bettini, guanyador d'una etapa, s'imposà en la classificació per punts.
La contrarellotge de l'11a etapa fou guanyada per Jan Ullrich, però el TAS el suspengué durant 2 anys. Així doncs, el triomf caigué a l'italià Ivan Basso.

## Equips participants
Els 20 equips ProTour hi prengueren part. Per altra banda l'organització va decidir convidar 2 equips continentals professionals, per tal de formar un pilot de 22 equips. Els equips convidats van ser: Ceramica Panaria-Navigare i Selle Italia-Serramenti Diquigiovanni.
| Núm.    | Codi | Equip                          |
| ------- | ---- | ------------------------------ |
| 1-9     | DSC  | Discovery Channel              |
| 11-19   | A2R  | AG2R Prévoyance                |
| 21-29   | BTL  | Bouygues Télécom               |
| 31-39   | CEI  | Caisse d'Epargne-Illes Balears |
| 41-49   | PAN  | Ceramica Panaria-Navigare      |
| 51-59   | COF  | Cofidis                        |
| 61-69   | C.A  | Crédit Agricole                |
| 71-79   | DVL  | Davitamon-Lotto                |
| 81-89   | EUS  | Euskaltel-Euskadi              |
| 91-99   | FDJ  | Française des Jeux             |
| 101-109 | GST  | Gerolsteiner                   |

| Núm.    | Codi | Equip                   |
| ------- | ---- | ----------------------- |
| 111-119 | LAM  | Lampre-Fondital         |
| 121-129 | LSW  | Liberty Seguros-Würth   |
| 131-139 | LIQ  | Liquigas                |
| 141-149 | PHO  | Phonak Hearing Systems  |
| 151-159 | QSI  | Quick Step-Innergetic   |
| 161-169 | RAB  | Rabobank                |
| 171-179 | SDV  | Saunier Duval-Prodir    |
| 181-189 | CLM  | Selle Italia-Serramenti |
| 191-199 | CSC  | Team CSC                |
| 201-209 | MRM  | Team Milram             |
| 211-219 | TMO  | T-Mobile Team           |

## Etapes
| Etapa     | Data       | Recorregut                                   | km        | Guanyador                | Líder             |
| --------- | ---------- | -------------------------------------------- | --------- | ------------------------ | ----------------- |
| 1a etapa  | 6 de maig  | Seraing (BEL)-Seraing (BEL)                  | 6,2 (CRI) | Paolo Savoldelli         | Paolo Savoldelli  |
| 2a etapa  | 7 de maig  | Mons (BEL)-Charleroi (BEL)                   | 203       | Robbie McEwen            | Paolo Savoldelli  |
| 3a etapa  | 8 de maig  | Perwez (BEL)-Namur (BEL)                     | 202       | Stefan Schumacher        | Stefan Schumacher |
| 4a etapa  | 9 de maig  | Wanze (BEL)-Hotton (BEL)                     | 182       | Robbie McEwen            | Stefan Schumacher |
| 5a etapa  | 11 de maig | Piacenza - Cremona                           | 38 (CRE)  | Team CSC                 | Serhí Hontxar     |
| 6a etapa  | 12 de maig | Busseto - Forlì                              | 223       | Robbie McEwen            | Olaf Pollack      |
| 7a etapa  | 13 de maig | Cesena - Saltara                             | 236       | Rik Verbrugghe           | Serhí Hontxar     |
| 8a etapa  | 14 de maig | Civitanova Marche - Passolanciano            | 171       | Ivan Basso               | Ivan Basso        |
| 9a etapa  | 15 de maig | Francavilla al Mare - Termoli                | 127       | Tomas Vaitkus            | Ivan Basso        |
| 10a etapa | 16 de maig | Termoli - Peschici                           | 190       | Franco Pellizotti        | Ivan Basso        |
| 11a etapa | 18 de maig | Pontedera - Pontedera                        | 50 (CRI)  | Jan Ullrich · Ivan Basso | Ivan Basso        |
| 12a etapa | 19 de maig | Liorna - Sestri Levante                      | 165       | Joan Horrach             | Ivan Basso        |
| 13a etapa | 20 de maig | Alessandria - La Thuile                      | 216       | Leonardo Piepoli         | Ivan Basso        |
| 14a etapa | 21 de maig | Aosta - Domodossola                          | 224       | Luis Laverde             | Ivan Basso        |
| 15a etapa | 22 de maig | Mergozzo - Brescia                           | 182       | Paolo Bettini            | Ivan Basso        |
| 16a etapa | 23 de maig | Rovato - Monte Bondone                       | 173       | Ivan Basso               | Ivan Basso        |
| 17a etapa | 24 de maig | Termeno sulla Strada del Vino - Passo Furcia | 121       | Leonardo Piepoli         | Ivan Basso        |
| 18a etapa | 25 de maig | Sillian - Gemona del Friuli                  | 227       | Stefan Schumacher        | Ivan Basso        |
| 19a etapa | 26 de maig | Pordenone - Passo San Pellegrino             | 220       | Juan Manuel Gárate       | Ivan Basso        |
| 20a etapa | 27 de maig | Trento - Aprica                              | 22        | Ivan Basso               | Ivan Basso        |
| 21a etapa | 28 de maig | Madonna del Ghisallo - Milà                  | 140       | Robert Förster           | Ivan Basso        |

## Resultats

### 06-05-2006:Seraing, 6,2 km. (CRI)
|   | Ciclista               | Equip                  | Temps |
| - | ---------------------- | ---------------------- | ----- |
| 1 | Paolo Savoldelli       | Discovery Channel      | 7'50" |
| 2 | Bradley McGee          | Française des Jeux     | + 11" |
| 3 | José Enrique Gutiérrez | Phonak Hearing Systems | + 13" |

### 07-05-2006:Mons-Charleroi, 197 km
|   | Ciclista      | Equip                 | Temps     |
| - | ------------- | --------------------- | --------- |
| 1 | Robbie McEwen | Davitamon-Lotto       | 4h 51'40" |
| 2 | Olaf Pollack  | T-Mobile Team         | m. t.     |
| 3 | Paolo Bettini | Quick Step-Innergetic | m. t.     |

### 08-05-2006:Perwez-Namur, 202 km
|   | Ciclista          | Equip             | Temps     |
| - | ----------------- | ----------------- | --------- |
| 1 | Stefan Schumacher | Gerolsteiner      | 5h 14'41" |
| 2 | José Luis Rubiera | Discovery Channel | + 2"      |
| 3 | Davide Rebellin   | Gerolsteiner      | + 6"      |

### 09-05-2006:Wanze-Hotton, 193 km
|   | Ciclista      | Equip                      | Temps     |
| - | ------------- | -------------------------- | --------- |
| 1 | Robbie McEwen | Davitamon-Lotto            | 4h 38'51" |
| 2 | Paolo Bettini | Quick Step-Innergetic      | m. t.     |
| 3 | Alberto Loddo | Selle Italia-Diquigiovanni | m. t.     |

### 11-05-2006:Piacenza-Cremona, 35 km. (CRE)
|   | Equip             | Nacionalitat | Temps  |
| - | ----------------- | ------------ | ------ |
| 1 | Team CSC          | Dinamarca    | 36'56" |
| 2 | T-Mobile Team     | Alemanya     | + 1"   |
| 3 | Discovery Channel | Estats Units | + 39"  |

### 12-05-2006:Busseto-Forlì, 227 km
|   | Ciclista      | Equip           | Temps     |
| - | ------------- | --------------- | --------- |
| 1 | Robbie McEwen | Davitamon-Lotto | 5h 24'13" |
| 2 | Olaf Pollack  | T-Mobile Team   | m. t.     |
| 3 | Tomas Vaitkus | AG2R Prévoyance | m. t.     |

### 13-05-2006:Cesena-Saltara, 236 km
|   | Ciclista         | Equip                     | Temps     |
| - | ---------------- | ------------------------- | --------- |
| 1 | Rik Verbrugghe   | Cofidis                   | 6h 42'15" |
| 2 | Paolo Savoldelli | Discovery Channel         | + 14"     |
| 3 | Luca Mazzanti    | Ceramica Panaria-Navigare | m. t.     |

### 14-05-2006:Civitanova Marche-Maielletta, 171 km
|   | Ciclista               | Equip                  | Temps     |
| - | ---------------------- | ---------------------- | --------- |
| 1 | Ivan Basso             | Team CSC               | 4h 04'19" |
| 2 | Damiano Cunego         | Lampre-Fondital        | + 30"     |
| 3 | José Enrique Gutiérrez | Phonak Hearing Systems | m. t.     |

### 15-05-2006:Francavilla al Mare-Termoli, 127 km
|   | Ciclista      | Equip                 | Temps     |
| - | ------------- | --------------------- | --------- |
| 1 | Tomas Vaitkus | AG2R Prévoyance       | 3h 05'13" |
| 2 | Paolo Bettini | Quick Step-Innergetic | m. t.     |
| 3 | Olaf Pollack  | T-Mobile Team         | m. t.     |

### 16-05-2006:Termoli-Peschici, 187 km
|   | Ciclista          | Equip                          | Temps     |
| - | ----------------- | ------------------------------ | --------- |
| 1 | Franco Pellizotti | Liquigas                       | 4h 39'47" |
| 2 | Vladímir Iefimkin | Caisse d'Epargne-Illes Balears | m. t.     |
| 3 | Serguei Iàkovlev  | Liberty Seguros-Würth          | + 2"      |

### 18-05-2006:Pontedera, 50 km. (CRI)
|   | Ciclista      | Equip                | Temps   |
| - | ------------- | -------------------- | ------- |
| 1 | Jan Ullrich   | T-Mobile Team        | 58'48"  |
| 2 | Ivan Basso    | Team CSC             | + 27"   |
| 3 | Marco Pinotti | Saunier Duval-Prodir | + 1'01" |

### 19-05-2006: Liorna - Sestri Levante, 171 km
|   | Ciclista       | Equip                          | Temps     |
| - | -------------- | ------------------------------ | --------- |
| 1 | Joan Horrach   | Caisse d'Epargne-Illes Balears | 3h 55'53" |
| 2 | Addy Engels    | Quick Step-Innergetic          | + 5"      |
| 3 | Emanuele Sella | Ceramica Panaria-Navigare      | m. t.     |

### 20-05-2006: Alessandria-La Thuile, 218 km
|   | Ciclista               | Equip                  | Temps     |  |
| - | ---------------------- | ---------------------- | --------- |  |
| 1 | Leonardo Piepoli       | Saunier Duval-Prodir   | 5h 21'12" |  |
| 2 | Ivan Basso             | Team CSC               | + 44"     |  |
| 3 | José Enrique Gutiérrez | Phonak Hearing Systems | + 1'19"   |  |

### 21-05-2006:Aosta-Domodossola, 223 km
|   | Ciclista            | Equip                          | Temps     |
| - | ------------------- | ------------------------------ | --------- |
| 1 | Luis Felipe Laverde | Ceramica Panaria-Navigare      | 5h 27'05" |
| 2 | Francisco Pérez     | Caisse d'Epargne-Illes Balears | s.t.      |
| 3 | Paolo Tiralongo     | Lampre-Fondital                | + 7"      |

### 22-05-2006:Mergozzo-Brescia, 189 km
|   | Ciclista       | Equip                 | Temps     |
| - | -------------- | --------------------- | --------- |
| 1 | Paolo Bettini  | Quick Step-Innergetic | 4h 15'42" |
| 2 | Olaf Pollack   | T-Mobile Team         | m. t.     |
| 3 | Robert Förster | Gerolsteiner          | m. t.     |

### 23-05-2006:Rovato-Monte Bondone, 173 km
|   | Ciclista         | Equip                | Temps     |
| - | ---------------- | -------------------- | --------- |
| 1 | Ivan Basso       | Team CSC             | 4h 51'30" |
| 2 | Gilberto Simoni  | Saunier Duval-Prodir | + 1'26"   |
| 3 | Leonardo Piepoli | Saunier Duval-Prodir | + 1'37"   |

### 24-05-2006:Termeno-Furkel Pass, 121 km
|   | Ciclista               | Equip                  | Temps     |
| - | ---------------------- | ---------------------- | --------- |
| 1 | Leonardo Piepoli       | Saunier Duval-Prodir   | 3h 21'26" |
| 2 | Ivan Basso             | Team CSC               | m. t.     |
| 3 | José Enrique Gutiérrez | Phonak Hearing Systems | + 15"     |

### 25-05-2006:Sillian-Gemona del Friuli, 210 km
|   | Ciclista            | Equip                          | Temps     |
| - | ------------------- | ------------------------------ | --------- |
| 1 | Stefan Schumacher   | Gerolsteiner                   | 5h 31'33" |
| 2 | Marzio Bruseghin    | Lampre-Fondital                | m. t.     |
| 3 | José Iván Gutiérrez | Caisse d'Epargne-Illes Balears | m. t.     |

### 26-05-2006:Pordenone-Passo di San Pellegrino, 224 km
|   | Ciclista              | Equip                 | Temps     |
| - | --------------------- | --------------------- | --------- |
| 1 | Juan Manuel Gárate    | Quick Step-Innergetic | 7h 13'36" |
| 2 | Jens Voigt            | Team CSC              | + 4"      |
| 3 | Francisco Javier Vila | Lampre-Fondital       | + 1'21"   |

### 27-05-2006:Trento-Aprica, 211 km
|   | Ciclista        | Equip                | Temps     |
| - | --------------- | -------------------- | --------- |
| 1 | Ivan Basso      | Team CSC             | 6h 51'15" |
| 2 | Gilberto Simoni | Saunier Duval-Prodir | + 1'17"   |
| 3 | Damiano Cunego  | Lampre-Fondital      | + 2'51"   |

### 28-05-2006:Museo del Ghisallo-Milà, 140 km
|   | Ciclista            | Equip                     | Temps     |
| - | ------------------- | ------------------------- | --------- |
| 1 | Robert Förster      | Gerolsteiner              | 3h 56'03" |
| 2 | Maximiliano Richeze | Ceramica Panaria-Navigare | m. t.     |
| 3 | Olaf Pollack        | T-Mobile Team             | m. t.     |

## Classificació General
|    | Ciclista               | Equip                     | Temps      |
| -- | ---------------------- | ------------------------- | ---------- |
| 1  | Ivan Basso             | Team CSC                  | 91h 33'36" |
| 2  | José Enrique Gutiérrez | Phonak Hearing Systems    | + 9'18"    |
| 3  | Gilberto Simoni        | Saunier Duval-Prodir      | + 11'59"   |
| 4  | Damiano Cunego         | Lampre-Fondital           | + 18'16"   |
| 5  | Paolo Savoldelli       | Discovery Channel         | + 19'22"   |
| 6  | Sandy Casar            | Française des Jeux        | + 23'53"   |
| 7  | Juan Manuel Gárate     | Quick Step-Innergetic     | + 24'26"   |
| 8  | Franco Pellizotti      | Liquigas                  | + 25'57"   |
| 9  | Víctor Hugo Peña       | Phonak Hearing Systems    | + 26'27"   |
| 10 | Francisco Javier Vila  | Lampre-Fondital           | + 27'34"   |
| 11 | Leonardo Piepoli       | Saunier Duval-Prodir      | + 28'00"   |
| 12 | Giampaolo Caruso       | Liberty Seguros-Würth     | + 28'17"   |
| 13 | José Luis Rubiera      | Discovery Channel         | + 28'30"   |
| 14 | Patrice Halgand        | Crédit Agricole           | + 35'15"   |
| 15 | Paolo Tiralongo        | Lampre-Fondital           | + 40'16"   |
| 16 | Iván Parra             | Cofidis                   | + 46'56"   |
| 17 | Wim Vanhuffel          | Davitamon-Lotto           | + 48'25"   |
| 18 | Unai Osa               | Liberty Seguros-Würth     | + 48'52"   |
| 19 | Sylwester Szmyd        | Lampre-Fondital           | + 49'47"   |
| 20 | Luca Mazzanti          | Ceramica Panaria-Navigare | + 50'43"   |

## Classificació de la Muntanya
|   | Ciclista           | Equip                     | Punts    |
| - | ------------------ | ------------------------- | -------- |
| 1 | Juan Manuel Gárate | Quick Step-Innergetic     | 64 punts |
| 2 | Ivan Basso         | Team CSC                  | 56 punts |
| 3 | Fortunato Baliani  | Ceramica Panaria-Navigare | 52 punts |

## Classificació per Punts
|   | Ciclista               | Equip                  | Punts     |
| - | ---------------------- | ---------------------- | --------- |
| 1 | Paolo Bettini          | Quick Step-Innergetic  | 169 punts |
| 2 | Ivan Basso             | Team CSC               | 158 punts |
| 3 | José Enrique Gutiérrez | Phonak Hearing Systems | 132 punts |

## 110 Gazzetta
|   | Ciclista         | Equip                 | Punts    |
| - | ---------------- | --------------------- | -------- |
| 1 | Paolo Bettini    | Quick Step-Innergetic | 22 punts |
| 2 | Mickaël Delage   | Française des Jeux    | 22 punts |
| 3 | Patrick Calcagni | Liquigas              | 22 punts |

## Millor Equip
|   | Equip                  | Nacionalitat | Temps       |
| - | ---------------------- | ------------ | ----------- |
| 1 | Phonak Hearing Systems | Suïssa       | 274h 21'31" |
| 2 | Lampre-Fondital        | Itàlia       | + 7'36"     |
| 3 | Discovery Channel      | Estats Units | + 16'05"    |

## Progrés de les classificacions
Aquesta taula mostra el progrés de les diferents classificacions durant el desenvolupament de la prova.
| Etapa (Guanyador)                 | Classificació General | Classificació de la Muntanya | Classificació per Punts | 110 Gazzetta     | Classificació per equips |
| --------------------------------- | --------------------- | ---------------------------- | ----------------------- | ---------------- | ------------------------ |
| 0Etapa 1 (CRI) (Paolo Savoldelli) | Paolo Savoldelli      | Paolo Savoldelli             | Paolo Savoldelli        | Paolo Savoldelli | Discovery Channel        |
| 0Etapa 2 (Robbie McEwen)          | Paolo Savoldelli      | Paolo Savoldelli             | Paolo Savoldelli        | Paolo Savoldelli | Discovery Channel        |
| 0Etapa 3 (Stefan Schumacher)      | Stefan Schumacher     | Moisés Aldape                | Stefan Schumacher       | Paolo Savoldelli | Discovery Channel        |
| 0Etapa 4 (Robbie McEwen)          | Stefan Schumacher     | Sandy Casar                  | Robbie McEwen           | Paolo Savoldelli | Discovery Channel        |
| 0Etapa 5 (CRE) (Team CSC)         | Serhí Hontxar         | Sandy Casar                  | Robbie McEwen           | Paolo Savoldelli | T-Mobile Team            |
| 0Etapa 6 (Robbie McEwen)          | Olaf Pollack          | Sandy Casar                  | Robbie McEwen           | Mickaël Delage   | T-Mobile Team            |
| 0Etapa 7 (Rik Verbrugghe)         | Serhí Hontxar         | Staf Scheirlinckx            | Robbie McEwen           | Mickaël Delage   | Discovery Channel        |
| 0Etapa 8 (Ivan Basso)             | Ivan Basso            | Ivan Basso                   | Robbie McEwen           | Mickaël Delage   | Discovery Channel        |
| 0Etapa 9 (Tomas Vaitkus)          | Ivan Basso            | Ivan Basso                   | Robbie McEwen           | Mickaël Delage   | Discovery Channel        |
| 0Etapa 10 (Franco Pellizotti)     | Ivan Basso            | Ivan Basso                   | Robbie McEwen           | Mickaël Delage   | Liquigas                 |
| 0Etapa 11 (CRI) (Jan Ullrich)     | Ivan Basso            | Ivan Basso                   | Robbie McEwen           | Mickaël Delage   | Discovery Channel        |
| 0Etapa 12 (Joan Horrach)          | Ivan Basso            | Ivan Basso                   | Robbie McEwen           | Patrick Calcagni | Discovery Channel        |
| 0Etapa 13 (Leonardo Piepoli)      | Ivan Basso            | Ivan Basso                   | Paolo Bettini           | Patrick Calcagni | Discovery Channel        |
| 0Etapa 14 (Luis Felipe Laverde)   | Ivan Basso            | Fortunato Baliani            | Paolo Bettini           | Patrick Calcagni | Phonak Hearing Systems   |
| 0Etapa 15 (Paolo Bettini)         | Ivan Basso            | Fortunato Baliani            | Paolo Bettini           | Mickaël Delage   | Phonak Hearing Systems   |
| 0Etapa 16 (Ivan Basso)            | Ivan Basso            | Ivan Basso                   | Paolo Bettini           | Mickaël Delage   | Phonak Hearing Systems   |
| 0Etapa 17 (Leonardo Piepoli)      | Ivan Basso            | Ivan Basso                   | Paolo Bettini           | Benoît Poilvet   | Phonak Hearing Systems   |
| 0Etapa 18 (Stefan Schumacher)     | Ivan Basso            | Ivan Basso                   | Paolo Bettini           | Benoît Poilvet   | Phonak Hearing Systems   |
| 0Etapa 19 (Juan Manuel Gárate)    | Ivan Basso            | Fortunato Baliani            | Paolo Bettini           | Patrick Calcagni | Phonak Hearing Systems   |
| 0Etapa 20 (Ivan Basso)            | Ivan Basso            | Juan Manuel Gárate           | Paolo Bettini           | Patrick Calcagni | Phonak Hearing Systems   |
| 0Etapa 21 (Robert Förster)        | Ivan Basso            | Juan Manuel Gárate           | Paolo Bettini           | Paolo Bettini    | Phonak Hearing Systems   |